# Люблянський університет

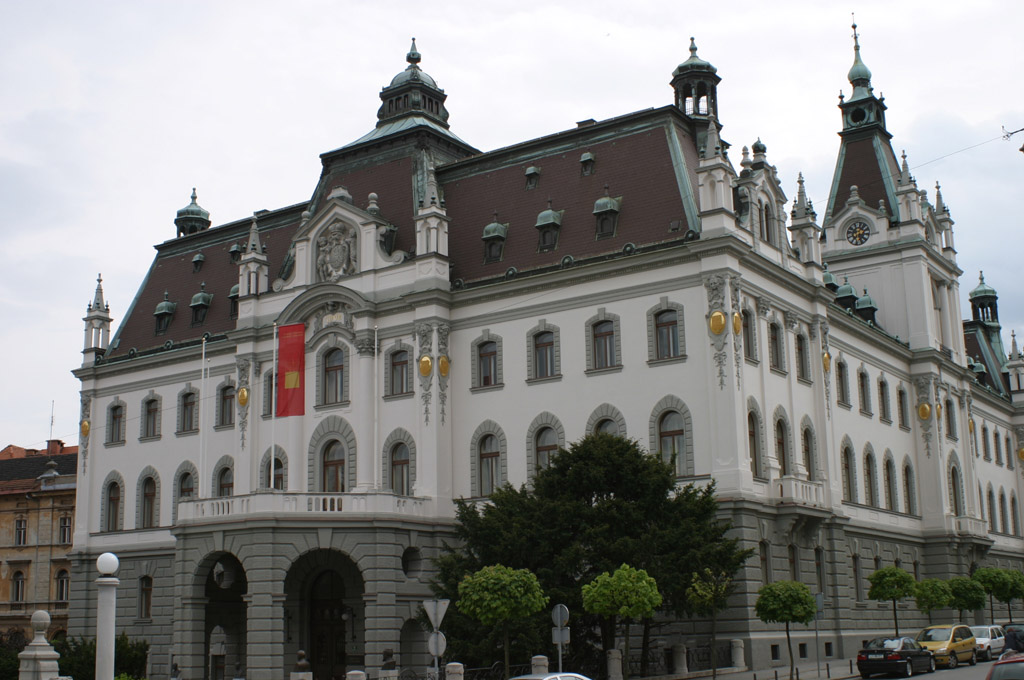
Головна будівля Люблянського університету

Люблянський університет (словен. Univerza v Ljubljani) — один із найвідоміших університетів Словенії, в якому навчаються понад 64 тисячі студентів. Університет веде підготовку фахівців на 22 факультетах, маючи, крім того, 3 академії мистецтв і коледж. Люблянський університет є одним із найбільших університетів Європи.

## Історія

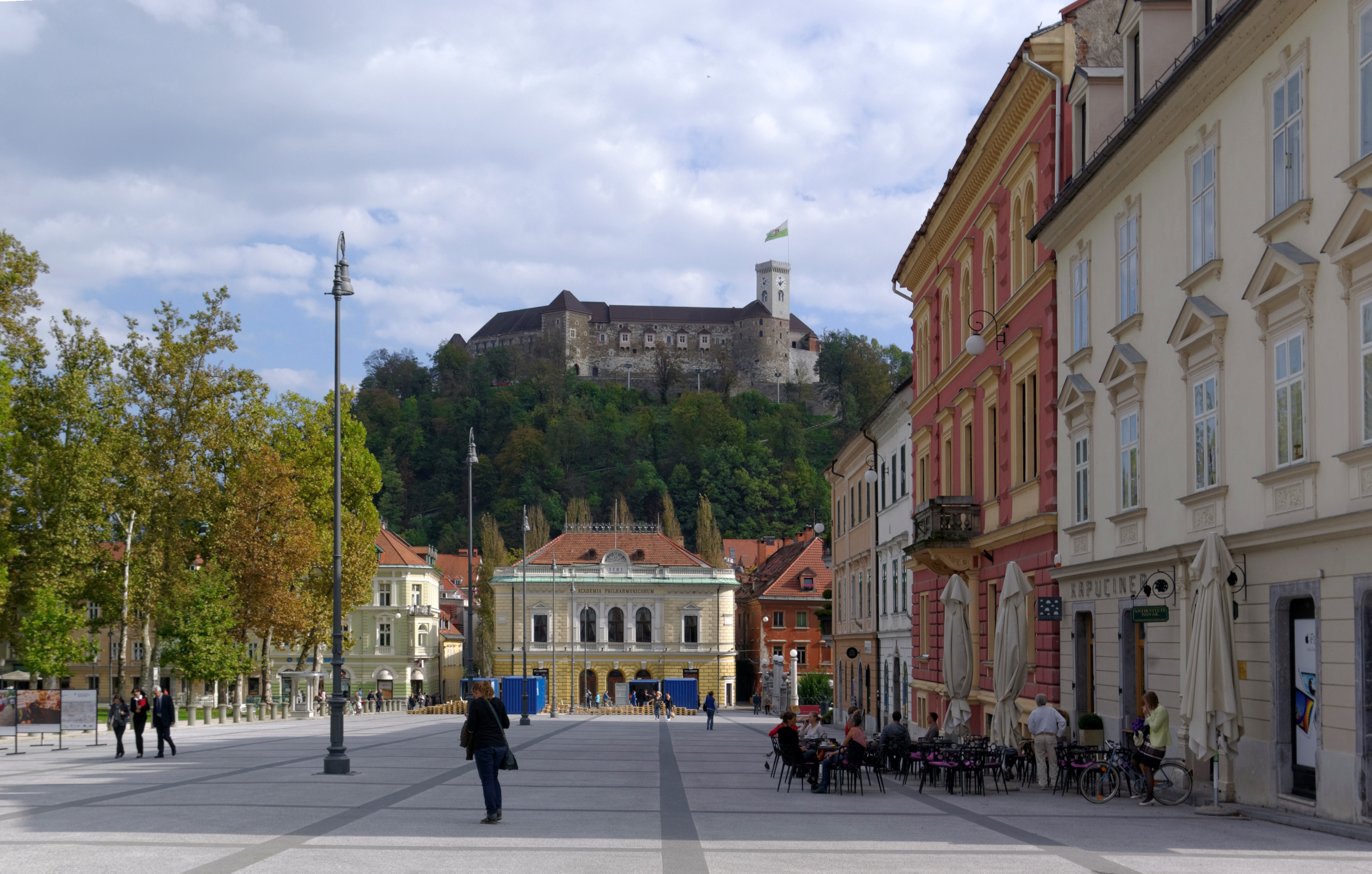
Вигляд перед головною будівлею Університету

Університет було засновано у 1919 році в центрі Любляни. Ще в XVII столітті в місті працювали гуманітарна та богословська академії, а в 1810 році під час французької влади був заснований перший університет, який, проте, незабаром був знову закритий. Сьогодні в університеті працюють 3500 професорів і наукових асистентів, а також 900 технічних і адміністративних співробітників. Річний бюджет становить близько 250 млн євро. До заснування університетів в Мариборі (1978) і Примор'ї (2001) університет Любляни протягом майже 50 років був єдиним університетом Словенії.
Більшість факультетів розташована в центральній будівлі університету і знаходяться в центрі Любляни, типового студентського міста з населенням 265 тисяч осіб. Деякі факультети розташовані за містом.
Університет входить в асоціацію університетів Європи Утрехтська мережа.

## Відомі викладачі
- Йосип Племель — професор математики, перший ректор Люблянського університету, повторно відкритого в 1919 році як Словенський університет.

## Відомі випускники
- Іван Відав — математик;
- Алеш Штеґер — словенський письменник, перекладач, літературний критик, видавець;
- Крістіна Бренк — словенська письменниця;
- Лучка Кайфеж Боґатай — словенський кліматолог.

### Будівля ректорату
Колишній Палац крайового Сейму Крайни — Deželni dvorec v Ljubljani.

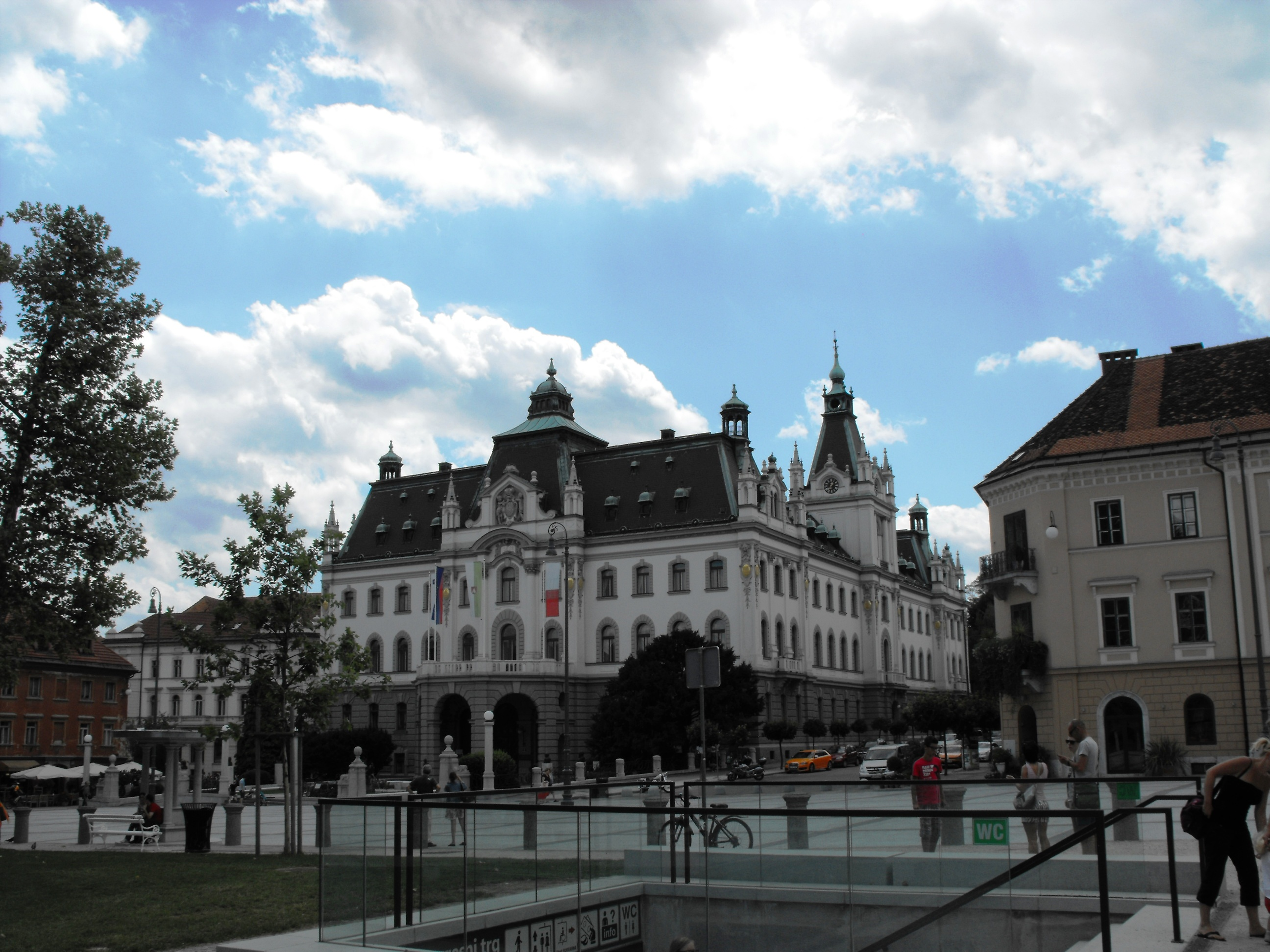
Фото 2012 року
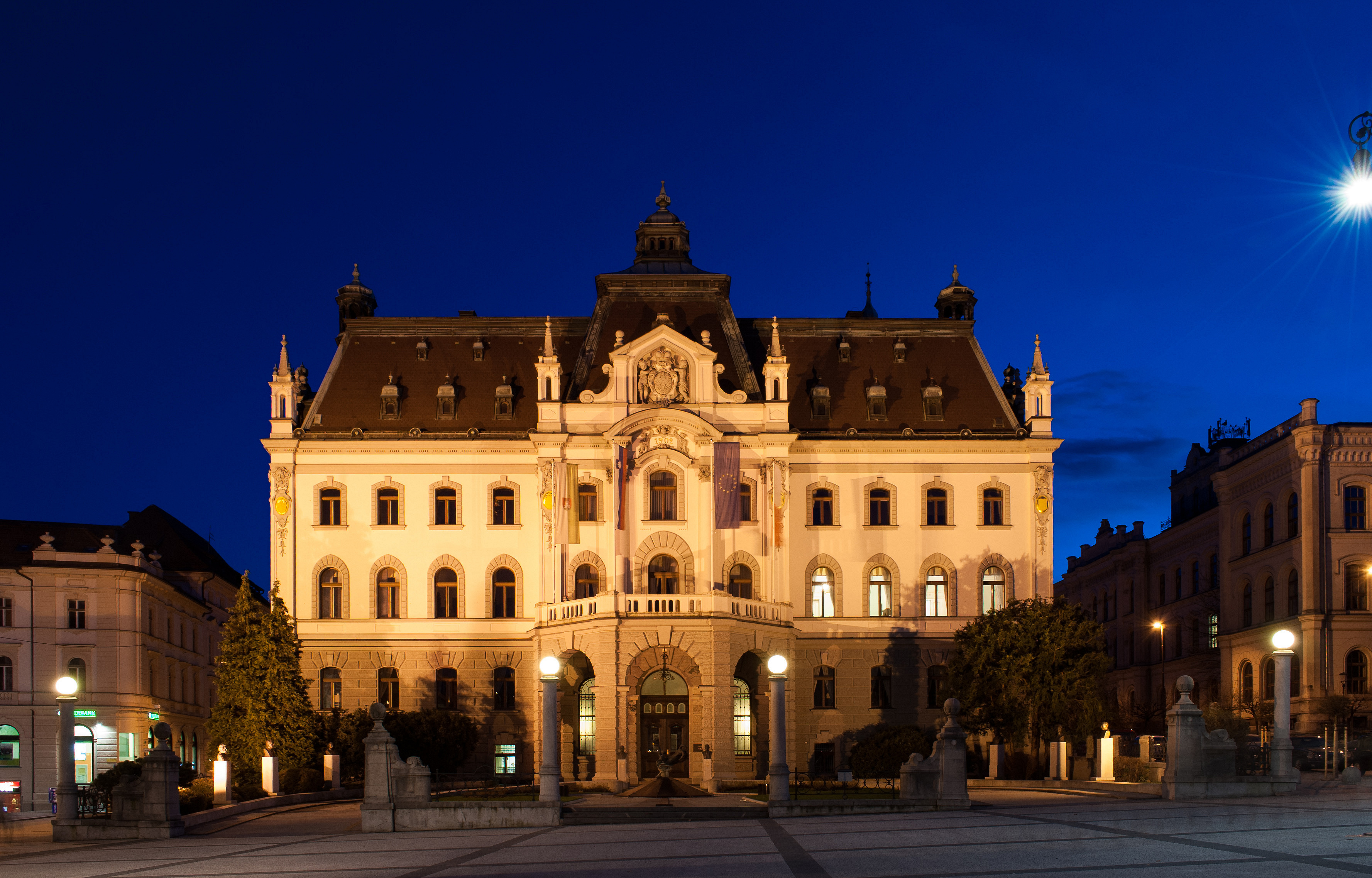
Будівля вночі. Фото 2014
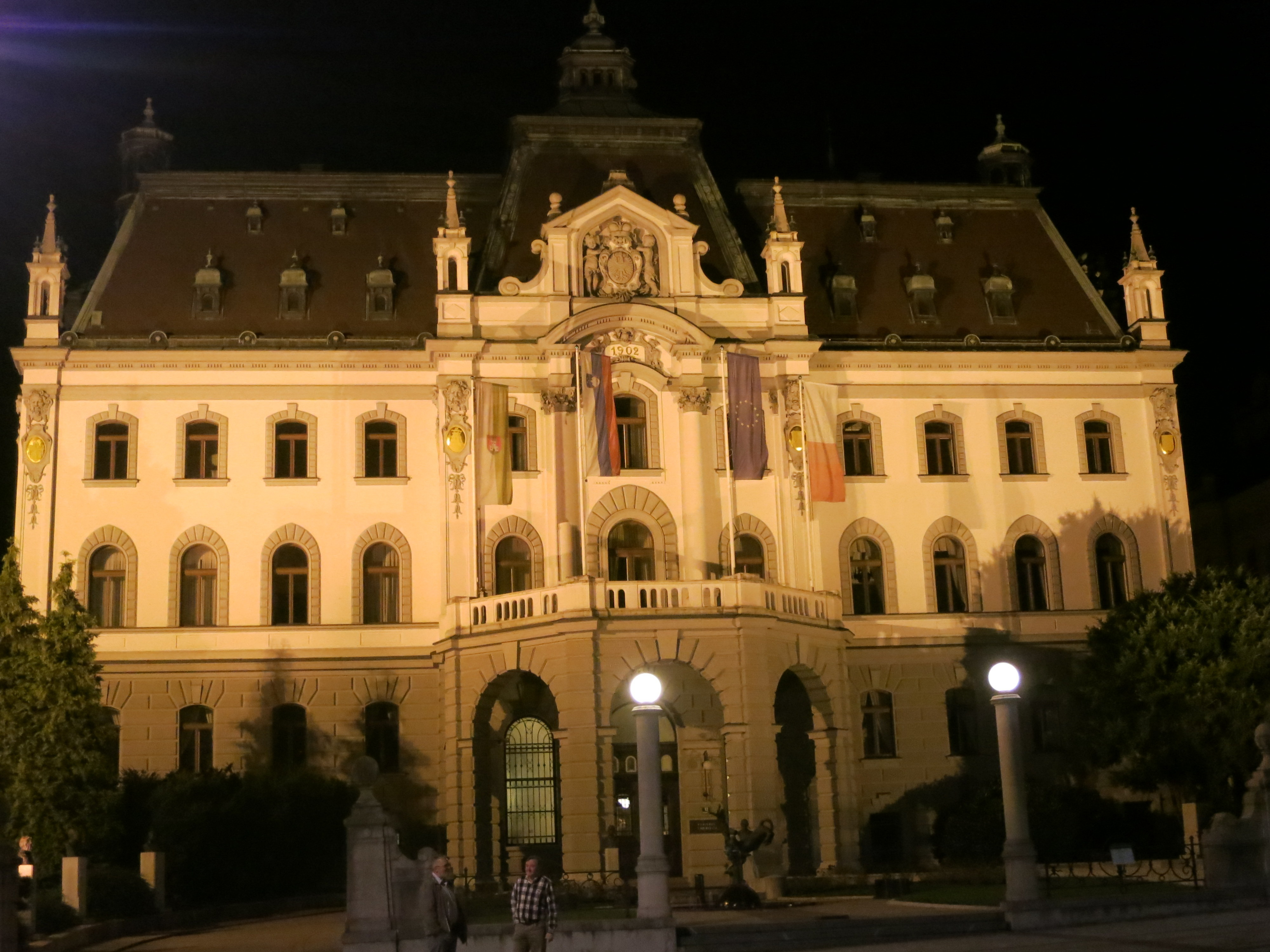
Будівля вночі. Фото 2014
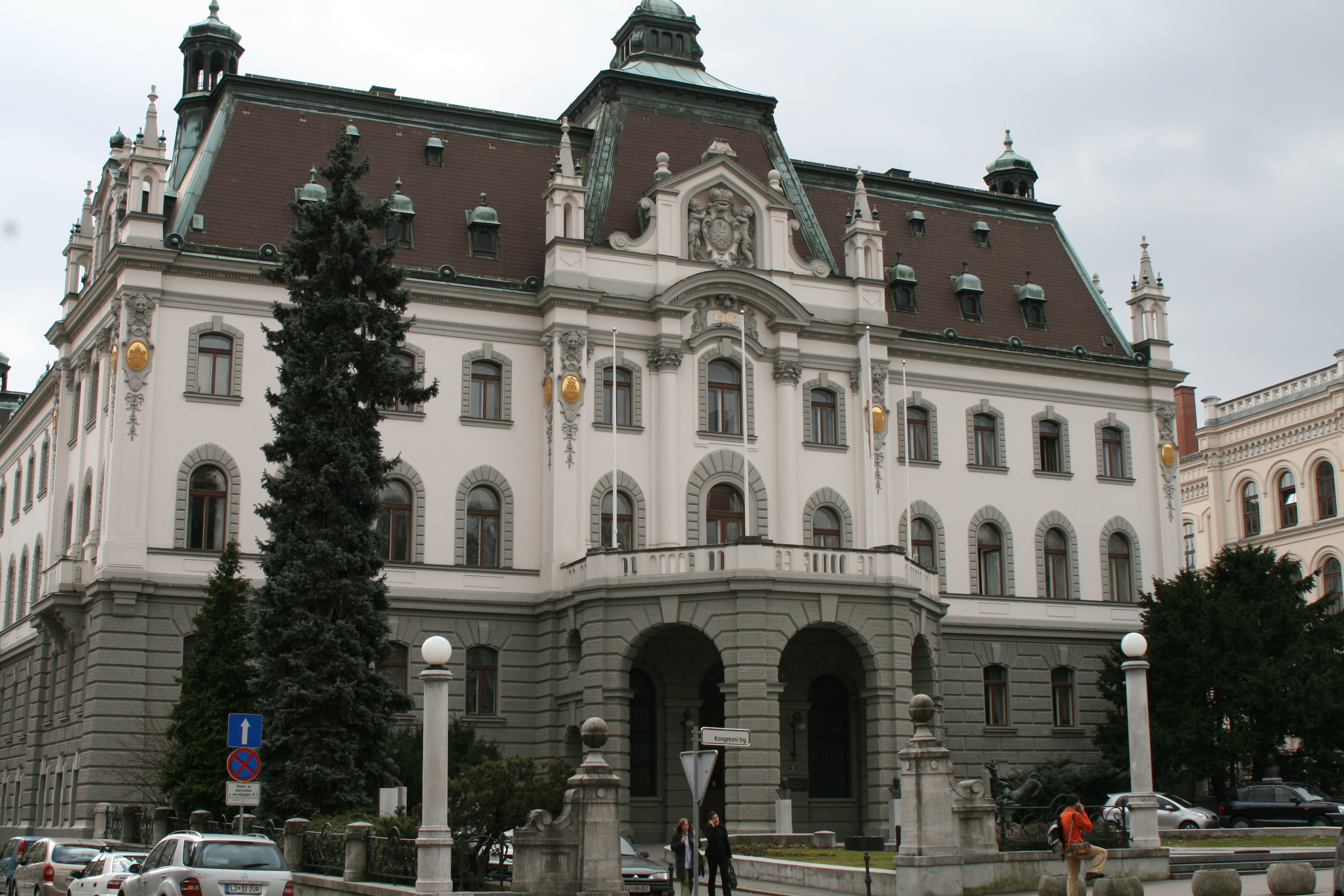
Фото 2008
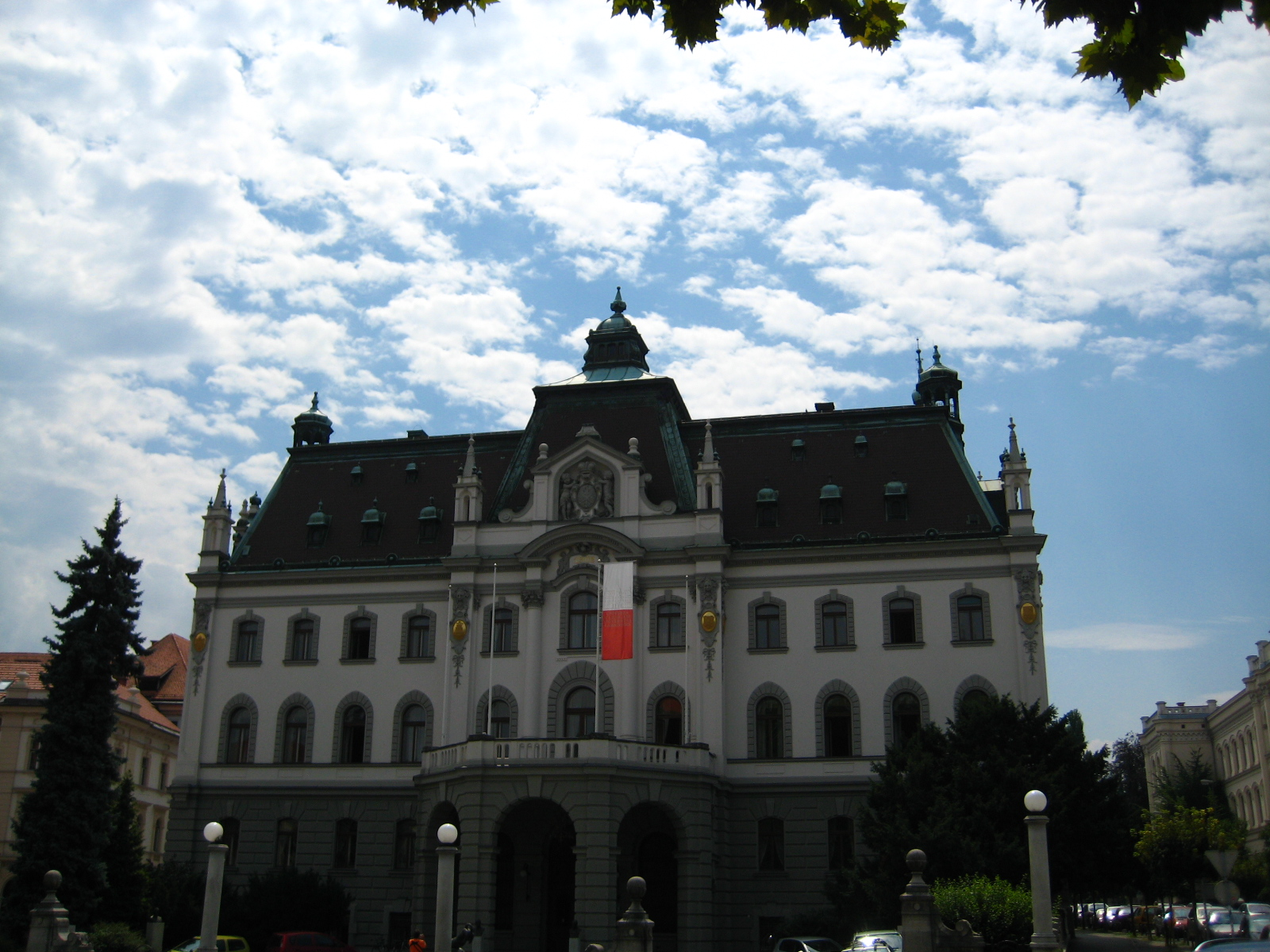
Фото 2008
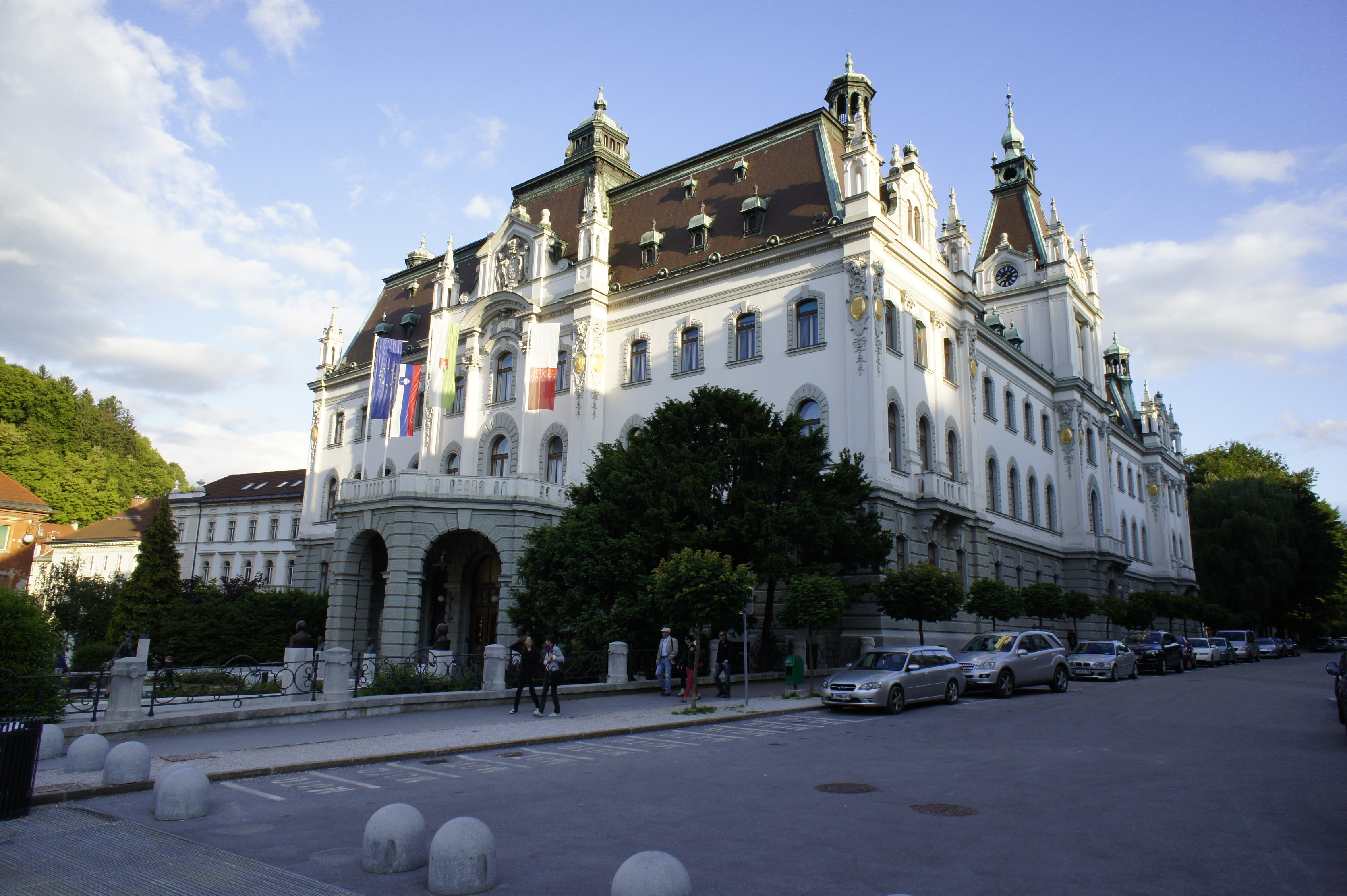
Фото 2013